# Desa Lajuk (administrativ by i Indonesien, lat -7,70, long 112,92)
Desa Lajuk är en administrativ by i Indonesien.   Den ligger i provinsen Jawa Timur, i den västra delen av landet, 700 km öster om huvudstaden Jakarta.